# Герой нашего времени
«Геро́й на́шего вре́мени» — первый в русской прозе социально-психологический роман, написанный Михаилом Лермонтовым в 1837—1839 годах. Классика русской литературы.

## Структура романа
Роман состоит из нескольких частей, хронологический порядок которых нарушен. Такое расположение служит особым художественным задачам: в частности, сначала Печорин показывается глазами Максима Максимыча, а только затем мы видим его изнутри, по записям из дневника.
- Предисловие
- ЧАСТЬ ПЕРВАЯ
  - I. «Бэла»
  - II. «Максим Максимыч»
- «Журнал Печорина»
  - Предисловие
  - I. «Тамань»
- ЧАСТЬ ВТОРАЯ («Окончание журнала Печорина»)
  - II. «Княжна Мери»
  - III. «Фаталист»

### Хронологический порядок глав
1. «Тамань»
2. «Княжна Мери»
3. «Бэла» (начало рассказа Максима Максимыча)
4. «Фаталист»
5. «Бэла» (окончание рассказа Максима Максимыча; повествовательное обрамление)
6. «Максим Максимыч»
7. Предисловие к «Журналу Печорина»

Между событиями «Бэлы» и встречей Печорина с Максимом Максимычем на глазах у рассказчика в «Максиме Максимыче» проходит пять лет.

## Сюжет

### «Бэла»

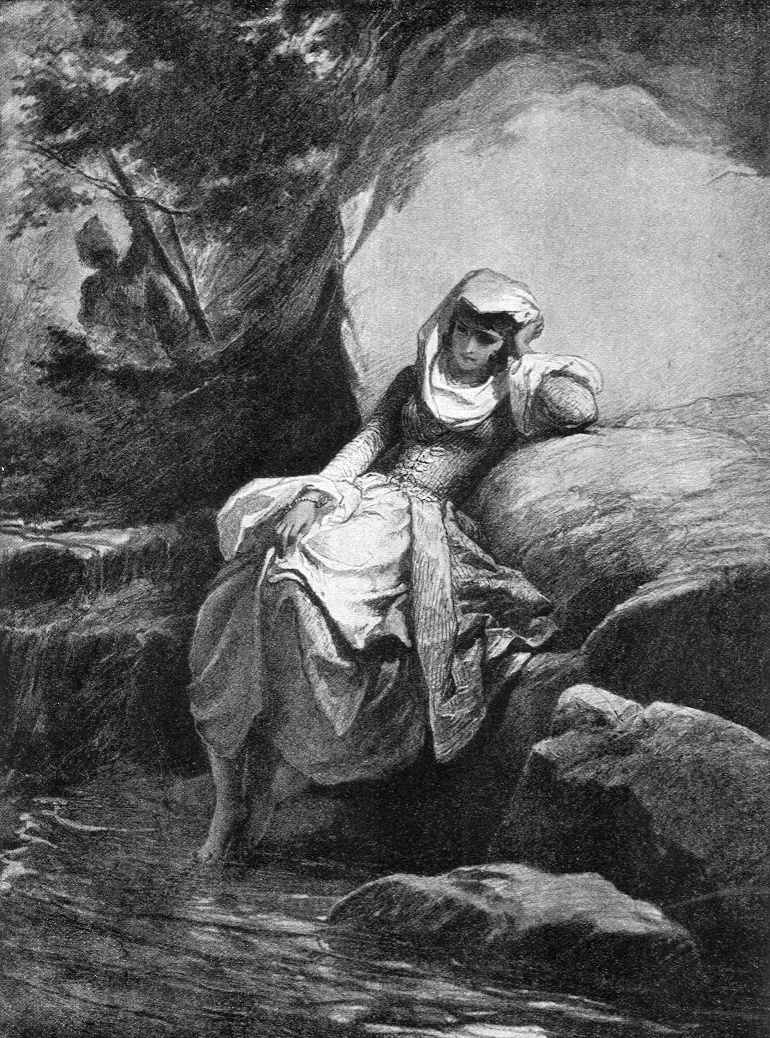
Бэла. Художник Михай Зичи, Будапешт, 1902 год

Эта часть представляет собой вложенный рассказ: повествование ведёт штабс-капитан Максим Максимыч, рассказывающий свою историю неназванному офицеру (Повествователю), встретившемуся ему на Кавказе.
Скучающий в горной глуши прапорщик Печорин начинает свою службу с кражи коня черкеса Казбича. Коня очень хотел получить пятнадцатилетний сын местного князя Азамат, и Печорин договорился с ним, что украдёт у Казбича коня, а Азамат в ответ похитит для него свою старшую сестру Бэлу, к которой был неравнодушен и Казбич. Печорину нет дела до реакции на его поступок горцев, из-за чего следует цепь драматических событий: Азамат, получивший коня, навсегда покидает семью; от руки Казбича погибают Бэла и её отец. Печорина же переводят в грузинский полк.

### «Максим Максимыч»
Эта часть примыкает к «Бэле»; самостоятельного новеллистического значения не имеет, но для композиции романа целиком важна. Здесь повествователь единственный раз встречается лицом к лицу с Печориным. Встреча старых приятелей — Печорина и Максима Максимыча — не состоялась: это скорее мимолётный разговор с желанием одного из собеседников (Печорина) поскорее его закончить.
Повествование построено на контрасте двух противоположных персонажей — Печорина и Максима Максимыча. Портрет даётся глазами повествователя. В этой главе высказывается попытка разгадать «внутреннего» Печорина через внешние «говорящие» черты.

### «Тамань»
Повесть рассказывает не о рефлексии Печорина, а показывает его с активной, деятельной стороны. Печорин приезжает в Тамань и неожиданно для себя становится свидетелем бандитской деятельности. Однажды ночью он видит, как к местным жителям плывут с другого берега на лодке какие-то люди. Сначала Печорин уверен, что приплывшие рискуют жизнями ради чего-то действительно ценного, и решает разгадать их тайну. Он рассказывает об этом местной девушке, которую видел ночью на берегу. Та заманивает его в лодку и пытается утопить, но Печорин спасается. Людям в лодке и местным жителям приходится скрываться — они оказываются контрабандистами. Печорин очень разочарован этим, что подтверждают слова главного героя: «И зачем было судьбе кинуть меня в мирный круг „честных“ контрабандистов? Как камень, брошенный в гладкий источник, я встревожил их спокойствие и, как камень, едва сам не пошёл ко дну!».

### «Княжна Мери»

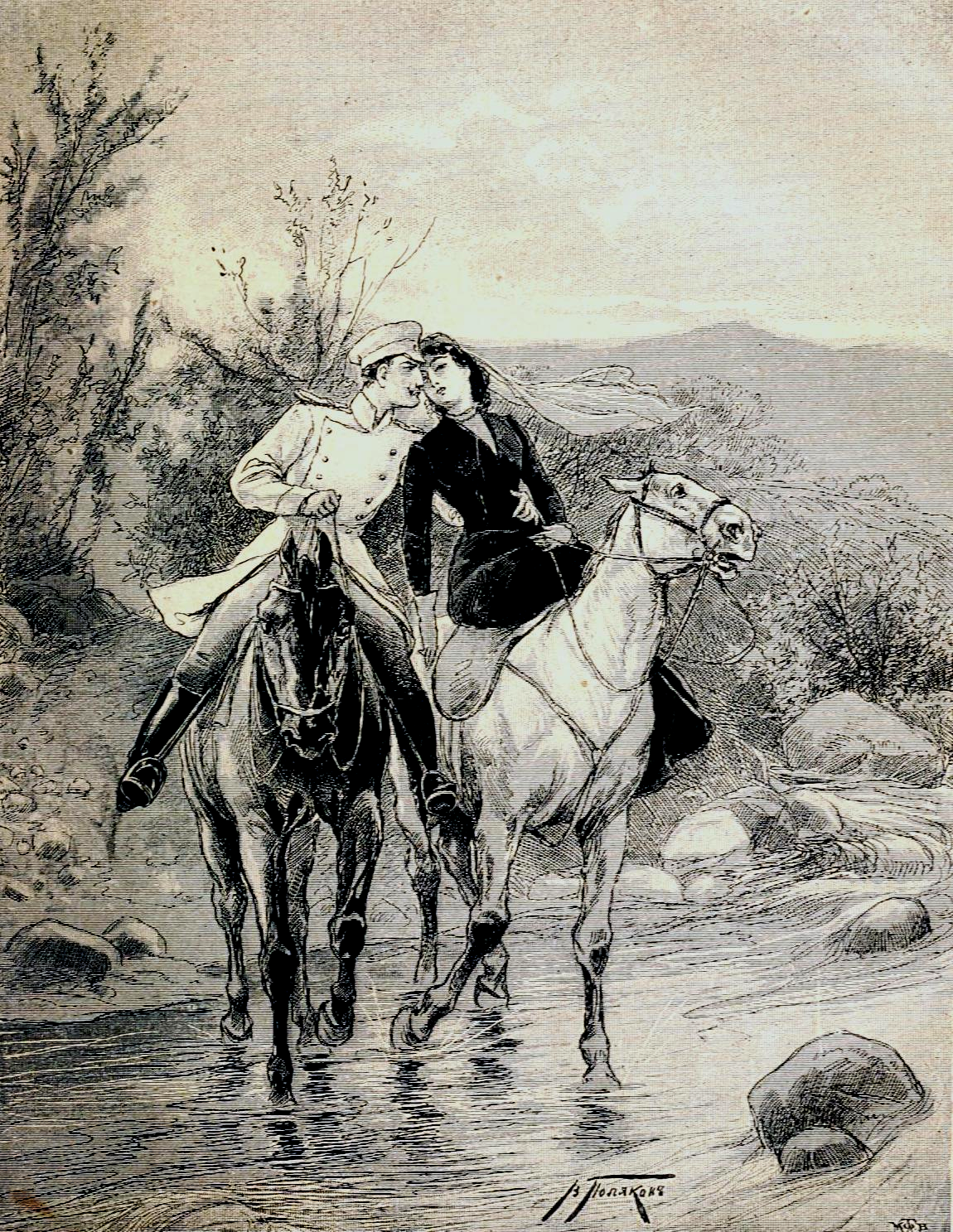
Печорин и княжна Мери. Худ. В. А. Поляков, ок. 1900 г.

Повесть написана в форме дневника. По жизненному материалу «Княжна Мери» ближе всего к так называемой «светской повести» 1830-х годов, но Лермонтов наполнил её иным смыслом.
Повесть начинается с прибытия Печорина в Пятигорск на лечебные воды, где он знакомится с княгиней Лиговской и её дочерью, называемой на английский манер Мери. Кроме того, здесь он встречает свою бывшую любовь Веру и приятеля-юнкера Грушницкого. Грушницкий выступает контрастным персонажем к Печорину.
За время своего пребывания в Пятигорске Печорин ухаживает за княжной Мери и ссорится с Грушницким; он убивает его на дуэли, разрушает жизнь Веры и отказывает княжне Мери, равнодушной к нему, но желавшей, чтобы окружающие её мужчины выполняли её капризы. По подозрению в дуэли его вновь ссылают — на этот раз в крепость, где он знакомится с Максимом Максимычем.

### «Фаталист»
Дело происходит в казачьей станице, куда приезжает Печорин. Он сидит в гостях, компания играет в карты. Вскоре им это надоедает и завязывается беседа о предопределении и фатализме, в который некоторые верят, некоторые нет. Завязывается спор между Вуличем и Печориным: Печорин говорит, что видит явную смерть на лице у Вулича. В результате спора Вулич берёт пистолет и стреляет в себя, но происходит осечка. Все расходятся по домам. Вскоре Печорин узнаёт о смерти Вулича: его зарубил шашкой пьяный казак. Тогда Печорин решается испытать судьбу и поймать казака. Он прорывается к нему в дом, казак стреляет, но мимо. Печорин хватает казака, приезжает к Максиму Максимычу и всё ему рассказывает.

## Основные действующие лица

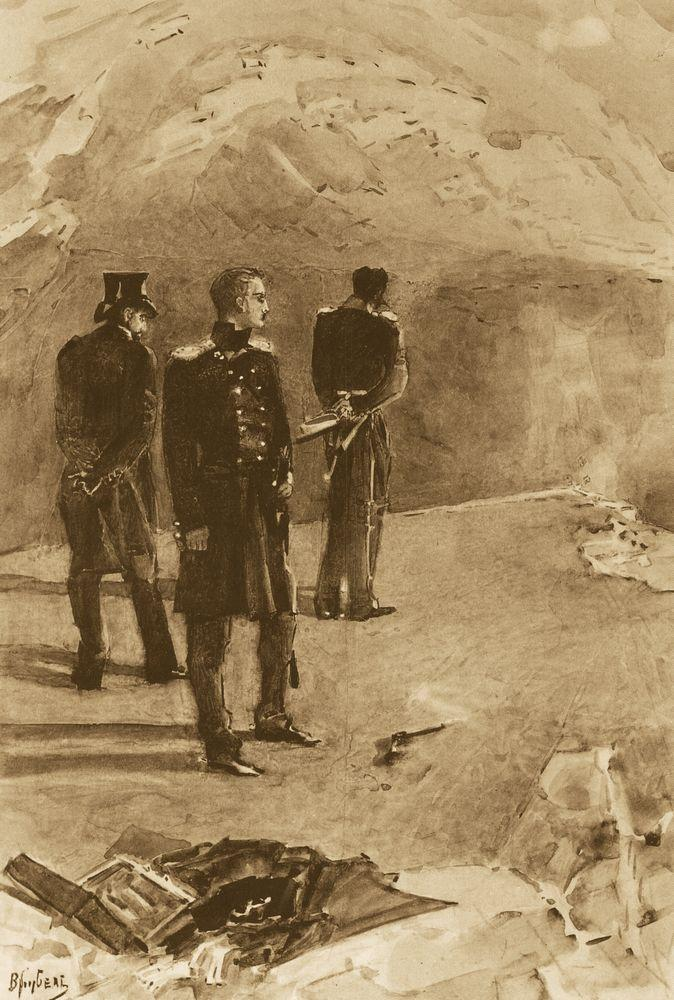
Картина М. А. Врубеля «Дуэль Печорина с Грушницким»

- Григорий Александрович Печорин — харизматичный, сдержанный и интеллигентный прапорщик, вокруг которого разворачивается вся история. Очень обаятельный, тактичный и, из-за большого жизненного опыта, не особо заинтересованный в сентиментальности человек (по его словам).

- Максим Максимыч — штабс-капитан, одинокий, честный и благородный старик. Друг Печорина, сильно привязавшийся к нему во время пребывания в ссылке в крепости.

- Бэла — молодая черкешенка, гордая и очень красивая дочь князя. Любовница Печорина, погибла от рук Казбича.

- Казбич — черкес, горец, влюблённый в Бэлу.

- Азамат — черкес, сын князя, с которым Печорин договорился об обмене его старшей сестры Бэлы на скакуна Казбича — Карагёза.

- княжна Мери Лиговская — княжна и дочь княгини Лиговской, которая по своей натуре прекрасна и очень скромна. Безответно влюблена в Печорина, хоть и ухаживал за ней офицер Грушницкий. Главная причина дуэли Печорина и Грушницкого.

- Вера[1].

- Грушницкий — юнкер, позже произведённый в офицеры.

- доктор Вернер[2].
- Вулич — поручик.

### Печорин
Печорин — петербуржец. Военный, как по своему чину, так и в душе. В Пятигорск он приезжает из столицы. Его отъезд на Кавказ связан с «какими-то похождениями». В крепость, где происходит действие «Бэлы», он попадает после дуэли с Грушницким, в возрасте двадцати трёх лет. Там он находится в чине прапорщика. Вероятно, он был переведён из гвардии в армейскую пехоту или армейские драгуны.
Встреча с Максимом Максимычем происходит через пять лет после истории с Бэлой, когда Печорину уже 28.
Фамилия Печорина, происходящая от названия реки Печоры, имеет семантическую близость с фамилией Онегина. Печорин является естественным продолжателем Онегина, но Лермонтов идёт дальше: как р. Печора севернее р. Онеги, так и характер Печорина более индивидуалистичен, чем характер Онегина.

### Образ Печорина
В образе Печорина получили концентрированное выражение особенности последекабристской эпохи, когда на поверхности «видны были только потери, жестокая реакция», внутри же «совершалась великая работа… глухая и безмолвная, но деятельная и беспрерывная …».
Печорин — личность неординарная и противоречивая. Он может жаловаться на сквозняк, а через некоторое время скакать с шашкой наголо на врага. Внутренняя противоречивость выражается как во внешности героя, так и в его поведении. На первый взгляд лицо Печорина кажется моложавым, но при лучшем рассмотрении можно заметить следы морщин, в улыбке же его присутствует что-то детское. Показательно, что глаза героя не смеялись, когда он смеялся.
Образ Печорина по главе «Максим Максимыч»: «Он был среднего роста; стройный, тонкий стан его и широкие плечи доказывали крепкое сложение, способное переносить все трудности кочевой жизни и перемены климатов, не побеждённое ни развратом столичной жизни, ни бурями душевными…».

## История публикации

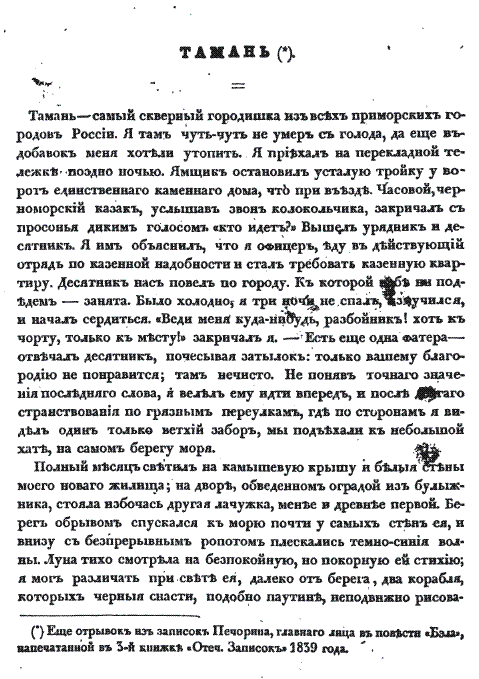
Первая страница повести «Тамань» в журнале «Отечественные записки», 1840, т. 8, № 2, с. 144

Роман появлялся в печати по частям с 1838 г.:
- «Бэла» была написана в 1838 г. Первая публикация — в «Отечественных записках», март 1839, т. 2, № 3.
- «Фаталист» был впервые опубликован в «Отечественных записках» в 1839 г., т. 6, № 11.
- «Тамань» была впервые напечатана в «Отечественных записках» в 1840 г., т. 8, № 2.

Первое отдельное издание романа было издано в Санкт-Петербурге в типографии Ильи Глазунова и Кº в 1840 году в 2 книгах. Тираж — 1000 экземпляров. В этом издании впервые появились рассказ «Максим Максимыч» и повесть «Княжна Мери».
Весной 1841 года в Санкт-Петербурге вышло второе издание романа, в котором появилось авторское предисловие («Во всякой книге предисловие есть первая и вместе с тем последняя вещь…»).

## Иллюстрации
Книгу многократно иллюстрировали известные художники, в числе которых Михаил Врубель (1890—1891), Илья Репин, Евгений Лансере, Валентин Серов (1891), Леонид Фейнберг, Михаил Зичи (1881), Пётр Боклевский, Дементий Шмаринов (1941), Николай Дубовский (1890) и Владимир Бехтеев (1939).

## Истоки и предшественники
- Лермонтов намеренно преодолевал авантюрную романтическую традицию романов на кавказскую тему, заданную Александром Бестужевым-Марлинским.
- Роман Альфреда де Мюссе «Исповедь сына века» (более точный перевод — «Исповедь одного из детей века») вышел в 1836 г. и тоже повествует о «болезни», разумея «пороки поколения». В произведении Лермонтова усматривают скрытую полемику с романом французского романтика, в частности, в предисловии. Кроме того, в этом отношении показательно название романа Лермонтова, в том числе и первоначальное, — «Один из героев начала века».
- Руссоистская традиция и разработка мотива любви европейца к «дикарке». Например, у Байрона, а также пушкинские «Цыганы» и «Кавказский пленник».
- Пушкинские «Евгений Онегин», «Кавказский пленник», «Капитанская дочка» и проч.

### Примыкающие произведения Лермонтова
- «Княгиня Лиговская» (1837) — раннее незаконченное произведение Лермонтова[8], приквел к «Герою нашего времени». Место действия романа — Петербург 1830-х годов, высший свет (чиновники, офицеры, дворяне). Судя по тексту, действие романа происходит до описываемых в «Герое нашего времени» событий. В основу романа положены отношения гвардейского офицера Печорина и его бывшей возлюбленной, княгини Лиговской, а также конфликт между Печориным и бедным чиновником из дворян Красинским.
- «Кавказец» — очерк, написанный Лермонтовым спустя год после окончания романа. Жанр — физиологический очерк. Описанный офицер чрезвычайно напоминает Максима Максимыча, перед читателем предстаёт типичная история жизни подобного «кавказца».
- Драма «Два брата», в которой фигурирует Александр Радин, ближайший предшественник Печорина.

## География романа
Действие романа происходит на Кавказе. Основное место действия — Пятигорск; кроме того, некоторые герои находятся в Кисловодске. Лермонтовская скала на окраине Кисловодска считается местом дуэли Печорина и Грушницкого в повести «Княжна Мери». Также в произведении упоминается отъезд Печорина в Персию.

### Кавказские народы в романе
Лермонтов, будучи офицером русской армии, ведшей боевые действия на Кавказе, весьма близко был знаком как с армейской жизнью, так и с бытом и обычаями местного населения. При написании романа эти знания были широко использованы писателем; картина жизни на Кавказе в 1830-е годы воспроизведена весьма подробно — как с помощью описания традиций местного населения, так и отношений между русскими и кавказцами. Уже в начале «Бэлы» Максим Максимыч проявляет характерный взгляд русского офицера на местное население — как на «азиатов-плутов, дерущих деньги на водку с проезжающих». Кабардинцы и чеченцы определяются Максим Максимычем как «разбойники и голыши, зато отчаянные башки», при этом они противопоставляются осетинам, которых штабс-капитан характеризует как «преглупый народ, неспособный ни к какому образованию, у которого даже порядочного кинжала ни на ком не увидишь».
Более подробно в «Бэле» Лермонтов останавливается на жизни черкесов; фактически этому посвящена почти вся эта глава.

## Адаптации

### В театре
- «Бэла» — балет Владимира Дешевова в постановке Бориса Фенстера (Театр оперы и балета имени С. М. Кирова, Ленинградское хореографическое училище, 1941).
- «Бэла» — балет Бориса Мошкова в постановке Т. Е. Рамоновой (Пермский театр оперы и балета, 1955).
- «Герой нашего времени» — балет Ильи Демуцкого на либретто Кирилла Серебренникова (Большой театр, 2015).

### Экранизации
«Герой нашего времени» — одно из наиболее часто экранизируемых произведений всей русской литературы.
| Год  | Производство               | Название                    | Режиссёр            | Печорин                                          | Примечание                                                                                      |
| ---- | -------------------------- | --------------------------- | ------------------- | ------------------------------------------------ | ----------------------------------------------------------------------------------------------- |
| 1913 |                            | «Бэла»                      | Андрей Громов       |                                                  | Чёрно-белый, немой                                                                              |
| 1927 | Госкинпром Грузии          | «Княжна Мери»               | Владимир Барский    | Николай Прозоровский                             | Чёрно-белая, немая костюмная драма по одноимённой главе из романа                               |
| 1927 | Госкинпром Грузии          | «Бэла»                      | Владимир Барский    | Николай Прозоровский                             | Чёрно-белая, немая костюмная драма по одноимённой главе из романа                               |
| 1927 | Госкинпром Грузии          | «Максим Максимыч»           | Владимир Барский    | Николай Прозоровский                             | Чёрно-белая, немая костюмная драма по главам «Максим Максимыч», «Тамань» и «Фаталист» из романа |
| 1955 | Киностудия им. М. Горького | «Княжна Мери»               | Исидор Анненский    | Анатолий Вербицкий                               | Художественный фильм                                                                            |
| 1966 | Киностудия им. М. Горького | «Герой нашего времени»      | Станислав Ростоцкий | Владимир Ивашов (озвучивание — Вячеслав Тихонов) | Дилогия из двух фильмов — «Бэла» и «Максим Максимыч. Тамань»                                    |
| 1975 | ЦТ СССР                    | «Страницы журнала Печорина» | Анатолий Эфрос      | Олег Даль                                        | Фильм-спектакль                                                                                 |
| 2006 | Централ Партнершип         | «Герой нашего времени»      | Александр Котт      | Игорь Петренко                                   | Сериал                                                                                          |
| 2011 | Киностудия «Глобус»        | «Печорин»                   | Роман Хрущ          | Станислав Рядинский                              | Художественный фильм                                                                            |

## Переводы на иностранные языки
Роман переводился только на английский более 25 раз. Первый перевод на английский опубликован без указания имени переводчика в 1853 году, он был довольно вольным, имена героев были изменены и повесть «Тамань» не была включена:
- Sketches of Russian life in the Caucasus. By a Russe, many years resident amongst the various mountain tribes. London: Ingram, Cook and Co., 1853. 315 pp. «The illustrated family novelist» series, #2.

Три первых перевода на английский язык вызвали отклик Н. Г. Чернышевского в журнале «Современник», 1854, № 7.
Один из переводов сделан Владимиром Набоковым в сотрудничестве с Дмитрием Набоковым (1958):
- A hero of our time. A novel. Transl. by Vladimir Nabokov in collab. with Dmitri Nabokov. Garden City, N.Y.: Doubleday, 1958. XI, 216 pp. «Doubleday Anchor Books».
- Pahlawan Zaman Kita. Penerjemah Koesalah Soebagyo Toer. Jakarta: Kepustakaan Populer Gramedia, 2009 (на индонезийский язык).
- Wira Zaman Kita. Penterjemah Victor A. Pogadaev. Kuala Lumpur: DBP, 2024 (На малайский язык).